# Oneirodes theodoritissieri
Oneirodes theodoritissieri är en fiskart som beskrevs av Belloc, 1938. Oneirodes theodoritissieri ingår i släktet Oneirodes och familjen Oneirodidae. Inga underarter finns listade i Catalogue of Life.